# Amblyiulus cedrophilus
Amblyiulus cedrophilus är en mångfotingart som beskrevs av Carl Graf Attems 1926. Amblyiulus cedrophilus ingår i släktet Amblyiulus och familjen kejsardubbelfotingar. Inga underarter finns listade i Catalogue of Life.